# 遵义师范学院
遵义师范学院（英語：Zunyi Normal University），简称遵义师院，原称遵义初级师范学堂，创建于1907年，是一所本科高校。位于贵州省遵义市。2001年，升格为遵义师范学院。
1907年，遵义初级师范学堂成立。1958年，遵义师范专科学校正式成立。1998年，与遵义教育学院合并为贵州省遵义师范高等专科学校。2001年，升格为遵义师范学院。2008年4月获得贵州省普通高等院校优美校园称号，2011年获“全国文明单位”，2014年成为贵州省首批特色文化学校，2016年获“全省高校加快发展目标绩效考核一等奖”。2025年遵义师范学院首次招收农业以及应用心理两个专业的硕士研究生。

## 历史沿革

### 清朝时期
清光绪三十三年（1907年），遵义师范学院的前身遵义初级师范学堂创建。清光绪三十四年（1908年），更名为遵义府中学堂。

### 民国时期
中華民國元年（1912年），更名为遵义中学校。中华民国十四年（1925年），更名为黔北十县联立中学。中华民国十五年（1926年），黔北十县联立中学合并组建贵州省立第三中学。中华民国二五年（1936年），更名为贵州省立遵义初级中学。中华民国三五年（1936年），更名为贵州省立遵义师范学校。

### 建国初期
1949年，更名为贵州省遵义师范学校。1958年7月25日，遵义师范专科学校成立。1961年，遵义师范专科学校改建为遵义地区中学教师进修学校。1961年，遵义地区仁怀中级师范学校创建（合署）。1962年，遵义地区仁怀中级师范学校并入遵义地区中学教师进修学校。1963年，更名为遵义师范学校。1967年，绥阳劳动大学并入遵义地区耕读师范学校。1972年，遵义地区耕读师范学校并入遵义师范学校。1975年12月，更名为遵义地区五七师范大学。1977年9月，改名为遵义师范学校。1978年4月，更名为遵义师范专科学校。

### 改革开放时期
1988年，遵义教育学院（原遵义地区中学教师进修学校）和遵义师范高等专科学校合并组建遵义师范高等专科学校。1993年6月，升格为遵义师范高等专科学校。1971年，高坪中学（师范班）创建。1977年，高坪中学（师范班）升格遵义县师范学校（遵义县教师进修学校）。1986年，遵义县师范学校（遵义县教师进修学校）更名为遵义地区南白师范学校。1986年，遵义地区南白师范学校更名为贵州省南白师范学校。2006年，贵州省南白师范学校改建为遵义师范学院（南白分院）。2006年，遵义师范学校改建为遵义师范学院（汇川分院）。2001年，遵义师范高等专科学校升格为遵义师范学院。2002年，荣获“全国精神文明建设先进单位”称号（2005年、2008年蝉联）。2008年，遵义师范学院（南白分院）、遵义师范学院（汇川分院）贵州省南白师范学校并入遵义师范学院。

## 文化

### 校训
厚德树人，笃学致用

## 院系设置
- 人文与传媒学院
- 管理学院（商学院）
- 历史文化与旅游学院
- 外国语学院（公共外语教学部）
- 教师教育学院（心理健康与咨询中心）
- 数学学院
- 化学化工学院
- 资源与环境学院
- 生物与农业科技学院（食品科技学院）
- 物理与电子科学学院
- 工学院
- 信息工程学院
- 体育学院（公共体育教学部）
- 美术学院
- 音乐与舞蹈学院
- 马克思主义学院
- 继续教育学院
- 国际教育学院